# Escut i bandera de Borriana
L'escut i la bandera de Borriana són els símbols tradicionals del municipi valencià de Borriana (la Plana Baixa).

## Bandera
La bandera de Borriana és el símbol tradicional que representa tres corones concedides pel rei Pere el Cerimoniós el 1349 afegides a la senyera reial. Té la següent descripció oficial:
| « | Bandera de proporcions 2:3. Sobre fons groc quatre barres [sic] roges. Tercerejada a l'asta de blau amb tres corones.» | » |

## Escut heràldic
L'escut oficial de Borriana representa les tres corones reials de la bandera. Té el següent blasonament:
| « | En camp d'atzur, tres corones reials obertes d'or, mal ordenades i té com a timbre una corona reial oberta. | » |

## Història
Borriana fou declarada vila reial i sempre tingué vot a les corts; estigué al costat del rei Pere III en la Guerra de la Unió, el qual, el 1349, li concedí d'acréixer la senyera amb una franja blava i tres corones reials alineades.
La bandera de Borriana comparteix amb la bandera de València l'ús de les quatre barres amb una franja blava, les úniques del País Valencià. La de Borriana té el seu origen en una concessió de Pere el Cerimoniós. Aquesta concessió, que es conserva en l'Arxiu de la Corona d'Aragó, consistia en tres corones reials d'or sobre un fons de colore livido que en la bandera de Mallorca es va interpretar de color morat i a Borriana de color blau.

Bandera de València, adoptada pel País Valencià
Bandera de Mallorca

El 1379, en un segell del justícia, l'escut el formen els pals d'Aragó. El 1425, en un segell apareixen el pals d'Aragó carregats amb un cercle de murs i sis torres merletades. Del mateix any, en altre segell, apareix un cercle on es troben quatre torres en forma de creu unides per murs. El 1509, tornen els pals d'Aragó. El 1542, a conseqüència de la posició antiagermanada del càrrecs públics de Borriana, Carles I concedí un privilegi en què ampliava la concessió de Pere II als segells i escuts de la vila.
D'aleshores ençà, en les representacions de l'escut sempre apareixen les tres corones, tot i que en els segles xviii i xix la corona central apareix somada per la senyera reial. En el segle xx, la major part dels segells municipals tornen a incloure només les tres corones, però l'aprovació del reglament d'honors i distincions de Borriana de 1972 inclou novament, en contra dels testimonis històrics, una bandera somada a la corona central, aquesta vegada blanca amb una flor de lis, en contra del mateix Ajuntament. Històricament, ha tingut variacions, incloent-hi o no les quatre barres i a vegades un castell.
L'escut oficial va ser adoptat per resolució del 6 de juny de 1991 del conseller d'Administració Pública i publicat en el DOGV núm. 1.587, del 16 de juliol de 1991.
La bandera es va rehabilitar per resolució de 24 de gener de 2002, del conseller de Justícia i Administracions Públiques, publicada en el DOGV núm. 4.204, de 6 de març de 2002.